# Macroclinium oberonia
Macroclinium oberonia är en orkidéart som först beskrevs av Rudolf Schlechter, och fick sitt nu gällande namn av Dodson. Macroclinium oberonia ingår i släktet Macroclinium och familjen orkidéer.
Artens utbredningsområde är Colombia. Inga underarter finns listade i Catalogue of Life.